# Tour de França de 2024, Etapa 12-Etapa 21
El Tour de França de 2024 fou la 111a edició del Tour de França. Tingué inici a Florència (Itàlia) el 29 de juny. La dotzena etapa començà a Orlhac i acabà a Vilanuèva d'Òlt. El Tour acabà a Niça amb una contrarellotge individual el 21 de juliol.

## Llegenda
| Llegenda                            | Llegenda                             | Llegenda                              | Llegenda                                 |
| ----------------------------------- | ------------------------------------ | ------------------------------------- | ---------------------------------------- |
| Líder de la classificació general   | Líder de la classificació general    | Líder de la classificació de muntanya | Líder de la classificació de la muntanya |
| Líder de la classificació per punts | Líder de la classificació per punts  | Líder de la classificació dels joves  | Líder de la classificació dels joves     |
|                                     | Líder de la classificació per equips |                                       | Guanyador del Premi de la combativitat   |

## Etapa 12
11 de juliol de 2024 – Aurillac fins a Vilanuèva d'Òlt, 203,6 km.
En uns primers 20 quilòmetres a alta velocitat, el francès Valentin Madouas (Groupama-FDJ) llançà un atac que fou seguit per Jonas Abrahamsen (Uno-X Mobility), Quentin Pacher (Groupama-FDJ) i Anthony Turgis (Team TotalEnergies). El quartet aconseguí tenir fins a 3' 30" segons d'avantatge respecte el gran grup, però a 44 quilòmetres de l'arribada foren atrapats. A nomes 12 quilòmetres d'acabar hi hagué una caiguda que involucrà a diferents ciclistes, entre ells Aleksei Lutsenko i Harold Tejada de l'Astana Qazaqstan Team, Primož Roglič (Red Bull-Bora-Hansgrohe) i Jarrad Drizners i Bren Van Moer del Lotto Dstny. Tot i la caiguda, el pas del gran grup augmentà i Biniam Girmay (Intermarché-Wanty) s'emportà la victòria d'etapa, la seva tercera en aquest Tour.
| Pos. | Corredor                 | Equip                   | Temps      |
| ---- | ------------------------ | ----------------------- | ---------- |
| 1    | Biniam Girmay (ERI)      | Intermarché-Wanty       | 4h 17' 15" |
| 2    | Wout Van Aert (BEL)      | Team Visma-Lease a Bike | + 0"       |
| 3    | Pascal Ackermann (GER)   | Israel-Premier Tech     | + 0"       |
| 4    | Jasper Philipsen (BEL)   | Alpecin-Deceuninck      | + 0"       |
| 5    | Arnaud De Lie (BEL)      | Lotto Dstny             | + 0"       |
| 6    | Alexander Kristoff (NOR) | Uno-X Mobility          | + 0"       |
| 7    | Phil Bauhaus (GER)       | Bahrain Victorious      | + 0"       |
| 8    | Bryan Coquard (FRA)      | Cofidis                 | + 0"       |
| 9    | Dylan Groenewegen (NED)  | Team Jayco AlUla        | + 0"       |
| 10   | Ryan Gibbons (RSA)       | Lidl-Trek               | + 0"       |

| Pos. | Corredor               | Equip                   | Temps       |
| ---- | ---------------------- | ----------------------- | ----------- |
| 1    | Tadej Pogačar (SLO)    | UAE Team Emirates       | 49h 17' 49" |
| 2    | Remco Evenepoel (BEL)  | Soudal Quick-Step       | + 1' 06"    |
| 3    | Jonas Vingegaard (DEN) | Team Visma-Lease a Bike | + 1' 14"    |
| 4    | João Almeida (POR)     | UAE Team Emirates       | + 4' 20"    |
| 5    | Carlos Rodríguez (SPA) | Ineos Grenadiers        | + 4' 40"    |
| 6    | Primož Roglič (SLO)    | Red Bull-Bora-Hansgrohe | + 4' 42"    |
| 7    | Mikel Landa (SPA)      | Soudal Quick-Step       | + 5' 38"    |
| 8    | Adam Yates (GBR)       | UAE Team Emirates       | + 6' 59"    |
| 9    | Juan Ayuso (SPA)       | UAE Team Emirates       | + 7' 09"    |
| 10   | Giulio Ciccone (ITA)   | Lidl-Trek               | +7' 36"     |

## Etapa 13
12 de juliol de 2024 – Agen fins a Pau, 165,3 km.
En una etapa relativament curta, en comparació amb les anteriors, amb només 4 quilòmetres recorreguts, gràcies a un atac de Michał Kwiatkowski (Ineos Grenadiers) i Mathieu van der Poel (Alpecin-Deceuninck), es formà una escapada de 21 corredors, entre ells Jonas Abrahamsen i Magnus Cort de l'Uno-X Mobility, Marijn van den Berg i Neilson Powless de l'EF Education-EasyPost, Matej Mohorič (Bahrain Victorious), Frank van den Broek (Team DSM-Firmenich PostNL), Adam Yates (UAE Team Emirates i els mateixos Kwiatkowski i van der Poel. La primera escapada fou atrapada a uns 50 quilòmetres de l'arribada. Richard Carapaz (EF Education-EasyPost) i Abrahamsen tornaren a marxar sols a només 35 quilòmetres d'acabar, però al cap de 12 quilòmetres, el gran grup els atrapà. Finalment, Jasper Philipsen (Alpecin-Deceuninck) s'emportà la victòria d'etapa després de guanyar l'esprint final.
| Pos. | Corredor                | Equip                   | Temps      |
| ---- | ----------------------- | ----------------------- | ---------- |
| 1    | Jasper Philipsen (BEL)  | Alpecin-Deceuninck      | 3h 23' 09" |
| 2    | Wout Van Aert (BEL)     | Team Visma-Lease a Bike | + 0"       |
| 3    | Pascal Ackermann (GER)  | Israel-Premier Tech     | + 0"       |
| 4    | Biniam Girmay (ERI)     | Intermarché-Wanty       | + 0"       |
| 5    | Nikias Arndt (GER)      | Bahrain Victorious      | + 0"       |
| 6    | Jasper Stuyven (BEL)    | Lidl-Trek               | + 0"       |
| 7    | Clément Russo (FRA)     | Groupama-FDJ            | + 0"       |
| 8    | Bryan Coquard (FRA)     | Cofidis                 | + 0"       |
| 9    | Tadej Pogačar (SLO)     | UAE Team Emirates       | + 0"       |
| 10   | Søren Wærenskjold (NOR) | Uno-X Mobility          | + 0"       |

| Pos. | Corredor               | Equip                   | Temps       |
| ---- | ---------------------- | ----------------------- | ----------- |
| 1    | Tadej Pogačar (SLO)    | UAE Team Emirates       | 52h 40' 58" |
| 2    | Remco Evenepoel (BEL)  | Soudal Quick-Step       | + 1' 06"    |
| 3    | Jonas Vingegaard (DEN) | Team Visma-Lease a Bike | + 1' 14"    |
| 4    | João Almeida (POR)     | UAE Team Emirates       | + 4' 20"    |
| 5    | Carlos Rodríguez (SPA) | Ineos Grenadiers        | + 4' 40"    |
| 6    | Mikel Landa (SPA)      | Soudal Quick-Step       | + 5' 38"    |
| 7    | Adam Yates (GBR)       | UAE Team Emirates       | + 6' 59"    |
| 8    | Giulio Ciccone (ITA)   | Lidl-Trek               | + 7' 36"    |
| 9    | Derek Gee (CAN)        | Israel-Premier Tech     | + 7' 54"    |
| 10   | Matteo Jorgenson (USA) | Team Visma-Lease a Bike | + 8' 56"    |

## Etapa 14
13 de juliol de 2024 – Pau fins a Sent Lari e Sola (Pla d'Adet), 151,9 km.
En la primera etapa als Pirineus, els atacs foren continuats, però no fou fins després d'haver recorregut uns 40 quilòmetres que un atac per part de Cedric Beullens i Arnaud De Lie del Lotto Dstny, Bryan Coquard (Cofidis) i Mathieu van der Poel (Alpecin-Deceuninck) que es creà una escapada. Seguidament, diferents grups escapats s'anaren creant i també s'anaren ajuntant els diferents ciclistes escapats, mentre que altres anaven sent atrapats pel gran grup, fins que només quedaren cinc escapats. Durant l'últim port, l'ascensió al Pla d'Adet, Ben Healy (EF Education-EasyPost) es posà capdavanter en solitari, però el gran grup posà un ritme alt i l'avantatge de l'irlandès s'anà reduint. A 7,2 quilòmetres de l'arribada, Adam Yates (UAE Team Emirates) llançà un atac i 2,5 quilòmetres més endavant ho feu el seu company d'equip Tadej Pogačar. L'eslovè arribà en solitari a la línia d'arribada i Jonas Vingegaard (Team Visma-Lease a Bike), tercer a la general, arribà 39 segons després de Pogačar i aconseguí la segona posició de la general.
| Pos. | Corredor                | Equip                      | Temps      |
| ---- | ----------------------- | -------------------------- | ---------- |
| 1    | Tadej Pogačar (SLO)     | UAE Team Emirates          | 4h 01' 51" |
| 2    | Jonas Vingegaard (DEN)  | Team Visma-Lease a Bike    | + 39"      |
| 3    | Remco Evenepoel (BEL)   | Soudal Quick-Step          | + 1' 10"   |
| 4    | Carlos Rodríguez (SPA)  | Ineos Grenadiers           | + 1' 19"   |
| 5    | Giulio Ciccone (ITA)    | Lidl-Trek                  | + 1' 23"   |
| 6    | Santiago Buitrago (COL) | Bahrain Victorious         | + 1' 23"   |
| 7    | Adam Yates (GBR)        | UAE Team Emirates          | + 1' 23"   |
| 8    | Felix Gall (AUT)        | Decathlon-AG2R La Mondiale | + 1' 26"   |
| 9    | Matteo Jorgenson (USA)  | Team Visma-Lease a Bike    | + 1' 29"   |
| 10   | Derek Gee (CAN)         | Israel-Premier Tech        | + 1' 29"   |

| Pos. | Corredor               | Equip                   | Temps       |
| ---- | ---------------------- | ----------------------- | ----------- |
| 1    | Tadej Pogačar (SLO)    | UAE Team Emirates       | 56h 42' 39" |
| 2    | Jonas Vingegaard (DEN) | Team Visma-Lease a Bike | + 1' 57"    |
| 3    | Remco Evenepoel (BEL)  | Soudal Quick-Step       | + 2' 22"    |
| 4    | João Almeida (POR)     | UAE Team Emirates       | + 6' 01"    |
| 5    | Carlos Rodríguez (SPA) | Ineos Grenadiers        | + 6' 09"    |
| 6    | Mikel Landa (SPA)      | Soudal Quick-Step       | + 7' 17"    |
| 7    | Adam Yates (GBR)       | UAE Team Emirates       | + 8' 32"    |
| 8    | Giulio Ciccone (ITA)   | Lidl-Trek               | + 9' 09"    |
| 9    | Derek Gee (CAN)        | Israel-Premier Tech     | + 9' 33"    |
| 10   | Matteo Jorgenson (USA) | Team Visma-Lease a Bike | + 10' 35"   |

## Etapa 15
14 de juliol de 2024 – Lodenvièla fins a Plan de Belha, 197,7 km.
En una etapa que començà en ascens, els atacs foren continus, però Romain Bardet (Team DSM-Firmenich PostNL), David Gaudu (Groupama-FDJ) i Oier Lazkano (Movistar Team) és qui tingueren èxit, tot i ser atrapats pel gran grup després de coronar el primer port categoritzat. Un grup de 21 ciclistes s'escapà un cop acabat el descens, però aquest anà perdent ciclistes i guanyant-ne d'altres que arribaren des del gran grup. A més quilòmetres recorreguts, l'escapada guanyà temps respecte el gran grup i aquest perdé a molts ciclistes i es quedà només un grup de favorits. A 10 quilòmetres de coronar el port final, Jonas Vingegaard (Team Visma-Lease a Bike) atacà i Tadej Pogačar fou capaç de seguir-lo. Més endavant, l'eslovè atacà i marxà per arribar en solitari a l'arribada, guanyant la seva tercera etapa, i segona consecutiva, en aquest Tour. Vingegaard tornà a arribar en segona posició.
| Pos. | Corredor                | Equip                      | Temps      |
| ---- | ----------------------- | -------------------------- | ---------- |
| 1    | Tadej Pogačar (SLO)     | UAE Team Emirates          | 5h 13' 55" |
| 2    | Jonas Vingegaard (DEN)  | Team Visma-Lease a Bike    | + 1' 08"   |
| 3    | Remco Evenepoel (BEL)   | Soudal Quick-Step          | + 2' 51"   |
| 4    | Mikel Landa (SPA)       | Movistar Team              | + 3' 54"   |
| 5    | João Almeida (POR)      | UAE Team Emirates          | + 4' 43"   |
| 6    | Adam Yates (GBR)        | UAE Team Emirates          | + 4' 56"   |
| 7    | Santiago Buitrago (COL) | Bahrain Victorious         | + 5' 08"   |
| 8    | Carlos Rodríguez (SPA)  | Ineos Grenadiers           | + 5' 08"   |
| 9    | Richard Carapaz (ECU)   | EF Education-EasyPost      | + 5' 41"   |
| 10   | Felix Gall (AUT)        | Decathlon-AG2R La Mondiale | + 5' 57"   |

| Pos. | Corredor                | Equip                   | Temps       |
| ---- | ----------------------- | ----------------------- | ----------- |
| 1    | Tadej Pogačar (SLO)     | UAE Team Emirates       | 61h 56' 24" |
| 2    | Jonas Vingegaard (DEN)  | Team Visma-Lease a Bike | + 3' 09"    |
| 3    | Remco Evenepoel (BEL)   | Soudal Quick-Step       | + 5' 19"    |
| 4    | João Almeida (POR)      | UAE Team Emirates       | + 10' 54"   |
| 5    | Mikel Landa (SPA)       | Soudal Quick-Step       | + 11' 21"   |
| 6    | Carlos Rodríguez (SPA)  | Ineos Grenadiers        | + 11' 27"   |
| 7    | Adam Yates (GBR)        | UAE Team Emirates       | + 13' 38"   |
| 8    | Giulio Ciccone (ITA)    | Lidl-Trek               | + 15' 48"   |
| 9    | Derek Gee (CAN)         | Israel-Premier Tech     | + 16' 12"   |
| 10   | Santiago Buitrago (COL) | Bahrain Victorious      | + 16' 32"   |

## Dia de descans 2
15 de juliol de 2024 – Grussan

## Etapa 16
16 de juliol de 2024 – Grussan fins a Nimes, 188,6 km.
En una última oportunitat pels esprintadors, l'únic atac i escapada del dia es creà després d'haver recorregut 100 quilòmetres i fou a mans de Thomas Gachignard (Team TotalEnergies). El francès arribà a tenir 2' 30" respecte el gran grup i fou atrapat a 25 quilòmetres de l'arribada. Jasper Philipsen (Alpecin-Deceuninck) guanyà l'esprint final i s'emportà la tercera victòria en aquest Tour. Biniam Girmay (Intermarché-Wanty), líder de la classificació de punts, patí una caiguda, el que no permeté que pogués disputar la victòria d'etapa.
| Pos. | Corredor                 | Equip                      | Temps      |
| ---- | ------------------------ | -------------------------- | ---------- |
| 1    | Jasper Philipsen (BEL)   | Alpecin-Deceuninck         | 4h 11' 27" |
| 2    | Phil Bauhaus (GER)       | Bahrain Victorious         | + 0"       |
| 3    | Alexander Kristoff (NOR) | Uno-X Mobility             | + 0"       |
| 4    | Sam Bennett (IRL)        | Decathlon-AG2R La Mondiale | + 0"       |
| 5    | Wout Van Aert (BEL)      | Team Visma-Lease a Bike    | + 0"       |
| 6    | Pascal Ackermann (GER)   | Israel-Premier Tech        | + 0"       |
| 7    | Bryan Coquard (FRA)      | Cofidis                    | + 0"       |
| 8    | Søren Wærenskjold (NOR)  | Uno-X Mobility             | + 0"       |
| 9    | Ryan Gibbons (RSA)       | Lidl-Trek                  | + 0"       |
| 10   | Danny van Poppel (NED)   | Red Bull-Bora-Hansgrohe    | + 0"       |

| Pos. | Corredor                | Equip                   | Temps       |
| ---- | ----------------------- | ----------------------- | ----------- |
| 1    | Tadej Pogačar (SLO)     | UAE Team Emirates       | 66h 07' 51" |
| 2    | Jonas Vingegaard (DEN)  | Team Visma-Lease a Bike | + 3' 09"    |
| 3    | Remco Evenepoel (BEL)   | Soudal Quick-Step       | + 5' 19"    |
| 4    | João Almeida (POR)      | UAE Team Emirates       | + 10' 54"   |
| 5    | Mikel Landa (SPA)       | Soudal Quick-Step       | + 11' 21"   |
| 6    | Carlos Rodríguez (SPA)  | Ineos Grenadiers        | + 11' 27"   |
| 7    | Adam Yates (GBR)        | UAE Team Emirates       | + 13' 38"   |
| 8    | Giulio Ciccone (ITA)    | Lidl-Trek               | + 15' 48"   |
| 9    | Derek Gee (CAN)         | Israel-Premier Tech     | + 16' 12"   |
| 10   | Santiago Buitrago (COL) | Bahrain Victorious      | + 16' 32"   |

## Etapa 17
17 de juliol de 2024 – Sant Paul de Tricastin fins a SuperDévoluy, 177,8 km.
Amb 50 quilòmetres recorreguts, Tiesj Benoot (Team Visma-Lease a Bike), Magnus Cort (Uno-X Mobility), Romain Grégoire (Groupama-FDJ) i Bob Jungels (Red Bull-Bora-Hansgrohe) aconseguiren crear una escapada. Més endavant, es creà un grup perseguidor amb ciclistes com Romain Bardet (Team DSM-Firmenich PostNL), Richard Carapaz (EF Education-EasyPost), Geraint Thomas (Ineos Grenadiers), Simon Yates (Team Jayco AlUla) i Christophe Laporte i Wout Van Aert del Team Visma-Lease a Bike. Carapaz, Stephen Williams (Israel-Premier Tech) i Yates marxaren sols, però a 13 quilòmetres de l'arribada, l'equatorià atacà i arribà en solitari a la meta. Yates arribà segon.
| Pos. | Corredor               | Equip                     | Temps      |
| ---- | ---------------------- | ------------------------- | ---------- |
| 1    | Richard Carapaz (ECU)  | EF Education-EasyPost     | 4h 06' 13" |
| 2    | Simon Yates (GBR)      | Team Jayco AlUla          | + 37"      |
| 3    | Enric Mas (SPA)        | Movistar Team             | + 57"      |
| 4    | Laurens De Plus (BEL)  | Ineos Grenadiers          | + 1' 44"   |
| 5    | Oscar Onley (GBR)      | Team DSM-Firmenich PostNL | + 1' 44"   |
| 6    | Guillaume Martin (FRA) | Cofidis                   | + 2' 36"   |
| 7    | Magnus Cort (DEN)      | Uno-X Mobility            | + 2' 38"   |
| 8    | Wout Poels (NED)       | Bahrain Victorious        | + 2' 39"   |
| 9    | Jordan Jegat (FRA)     | Team TotalEnergies        | + 2' 39"   |
| 10   | Alex Aranburu (SPA)    | Movistar Team             | + 2' 39"   |

| Pos. | Corredor                | Equip                   | Temps       |
| ---- | ----------------------- | ----------------------- | ----------- |
| 1    | Tadej Pogačar (SLO)     | UAE Team Emirates       | 70h 21' 27" |
| 2    | Jonas Vingegaard (DEN)  | Team Visma-Lease a Bike | + 3' 11"    |
| 3    | Remco Evenepoel (BEL)   | Soudal Quick-Step       | + 5' 09"    |
| 4    | João Almeida (POR)      | UAE Team Emirates       | + 12' 57"   |
| 5    | Mikel Landa (SPA)       | Soudal Quick-Step       | + 13' 24"   |
| 6    | Carlos Rodríguez (SPA)  | Ineos Grenadiers        | + 13' 30"   |
| 7    | Adam Yates (GBR)        | UAE Team Emirates       | + 15' 41"   |
| 8    | Giulio Ciccone (ITA)    | Lidl-Trek               | + 17' 51"   |
| 9    | Derek Gee (CAN)         | Israel-Premier Tech     | + 18' 15"   |
| 10   | Santiago Buitrago (COL) | Bahrain Victorious      | + 18' 35"   |

## Etapa 18
18 de juliol de 2024 – Gap fins a Barceloneta de Provença, 179,5 km.
Durant els primers 30 quilòmetres, hi hagué atacs, però no fou fins al primer port que es creà una escapada de 37 ciclistes, entre ells Alex Aranburu i Oier Lazkano del Movistar Team, Victor Campenaerts (Lotto Dstny), Richard Carapaz, Ben Healy i Sean Quinn de l'EF Education-EasyPost, Jai Hindley (Red Bull-Bora-Hansgrohe), Oscar Onley i Frank van den Broek del Team DSM-Firmenich PostNL i Wout Van Aert (Team Visma-Lease a Bike). Amb els quilòmetres, Campenaerts, Michał Kwiatkowski (Ineos Grenadiers) i Mattéo Vercher (Team TotalEnergies) es posaren al capdavant. El trio arribà en solitari a l'arribada per disputar-se la victòria d'etapa, que se l'emportà el belga Campenaerts.
| Pos. | Corredor                 | Equip                   | Temps      |
| ---- | ------------------------ | ----------------------- | ---------- |
| 1    | Victor Campenaerts (BEL) | Lotto Dstny             | 4h 10' 20" |
| 2    | Mattéo Vercher (FRA)     | Team TotalEnergies      | + 0"       |
| 3    | Michał Kwiatkowski (POL) | Ineos Grenadiers        | + 0"       |
| 4    | Toms Skujiņš (LAT)       | Lidl-Trek               | + 22"      |
| 5    | Oier Lazkano (SPA)       | Movistar Team           | + 22"      |
| 6    | Bart Lemmen (NED)        | Team Visma-Lease a Bike | + 22"      |
| 7    | Krists Neillands (LAT)   | Israel-Premier Tech     | + 22"      |
| 8    | Jai Hindley (AUS)        | Red Bull-Bora-Hansgrohe | + 22"      |
| 9    | Wout Van Aert (BEL)      | Team Visma-Lease a Bike | + 37"      |
| 10   | Michael Matthews (AUS)   | Team Jayco AlUla        | + 37"      |

| Pos. | Corredor                | Equip                   | Temps       |
| ---- | ----------------------- | ----------------------- | ----------- |
| 1    | Tadej Pogačar (SLO)     | UAE Team Emirates       | 70h 21' 27" |
| 2    | Jonas Vingegaard (DEN)  | Team Visma-Lease a Bike | + 3' 11"    |
| 3    | Remco Evenepoel (BEL)   | Soudal Quick-Step       | + 5' 09"    |
| 4    | João Almeida (POR)      | UAE Team Emirates       | + 12' 57"   |
| 5    | Mikel Landa (SPA)       | Soudal Quick-Step       | + 13' 24"   |
| 6    | Carlos Rodríguez (SPA)  | Ineos Grenadiers        | + 13' 30"   |
| 7    | Adam Yates (GBR)        | UAE Team Emirates       | + 15' 41"   |
| 8    | Giulio Ciccone (ITA)    | Lidl-Trek               | + 17' 51"   |
| 9    | Derek Gee (CAN)         | Israel-Premier Tech     | + 18' 15"   |
| 10   | Santiago Buitrago (COL) | Bahrain Victorious      | + 18' 35"   |

## Etapa 19
19 de juliol de 2024 – Ambrun fins a Isola 2000, 144,6 km.
En una altra etapa de muntanya, les escapades començaren aviat, però Egan Bernal (Ineos Grenadiers) i Richard Carapaz (EF Education-EasyPost) foren qui crearen l'escapada, inicialment amb uns 20 corredors però que acabà amb només 6 ciclistes i són els qui arribaren sols a l'últim ascens a Isola 2000. Durant l'ascens, Matteo Jorgenson (Team Visma-Lease a Bike) atacà i 4 quilòmetres més tard ho feu Tadej Pogačar (UAE Team Emirates). Remco Evenepoel (Soudal Quick-Step) i Jonas Vingegaard (Team Visma-Lease a Bike) intentaren segui a l'eslovè, però fou capaç d'atrapar Jorgenson i arribar a la meta en solitari. Carapaz es convertí en el nou líder de la classificació de la muntanya.
| Pos. | Corredor               | Equip                   | Temps      |
| ---- | ---------------------- | ----------------------- | ---------- |
| 1    | Tadej Pogačar (SLO)    | UAE Team Emirates       | 4h 04' 03" |
| 2    | Matteo Jorgenson (USA) | Team Visma-Lease a Bike | + 21"      |
| 3    | Simon Yates (GBR)      | Team Jayco AlUla        | + 40"      |
| 4    | Richard Carapaz (ECU)  | EF Education-EasyPost   | + 1' 11"   |
| 5    | Remco Evenepoel (BEL)  | Soudal Quick-Step       | + 1' 42"   |
| 6    | Jonas Vingegaard (DEN) | Team Visma-Lease a Bike | + 1' 42"   |
| 7    | Joāo Almeida (POR)     | UAE Team Emirates       | + 2' 00"   |
| 8    | Mikel Landa (SPA)      | Soudal Quick-Step       | + 2' 00"   |
| 9    | Wilco Kelderman (NED)  | Team Visma-Lease a Bike | + 2' 52"   |
| 10   | Derek Gee (CAN)        | Israel-Premier Tech     | + 3' 27"   |

| Pos. | Corredor               | Equip                   | Temps       |
| ---- | ---------------------- | ----------------------- | ----------- |
| 1    | Tadej Pogačar (SLO)    | UAE Team Emirates       | 78h 49' 20" |
| 2    | Jonas Vingegaard (DEN) | Team Visma-Lease a Bike | + 5' 03"    |
| 3    | Remco Evenepoel (BEL)  | Soudal Quick-Step       | + 7' 01"    |
| 4    | João Almeida (POR)     | UAE Team Emirates       | + 15' 07"   |
| 5    | Mikel Landa (SPA)      | Soudal Quick-Step       | + 15' 34"   |
| 6    | Carlos Rodríguez (SPA) | Ineos Grenadiers        | + 17' 36"   |
| 7    | Adam Yates (GBR)       | UAE Team Emirates       | + 19' 18"   |
| 8    | Derek Gee (CAN)        | Israel-Premier Tech     | + 21' 52"   |
| 9    | Matteo Jorgenson (USA) | Team Visma-Lease a Bike | + 22' 43"   |
| 10   | Giulio Ciccone (ITA)   | Lidl-Trek               | + 22' 46"   |

## Etapa 20
20 de juliol de 2024 – Niça fins al Coll de la Couillole, 132,8 km.
En una última etapa de la muntanya, els intents per crear una escapada foren matiners i tot i que alguns tingueren èxit limitat, finalment, després d'uns 70 quilòmetres, s'establí una escapada de 10 ciclistes, entre ells Romain Bardet (Team DSM-Firmenich PostNL), Richard Carapaz (EF Education-EasyPost, Enric Mas (Movistar Team) i Jasper Stuyven (Lidl-Trek). Al darrere, el Soudal Quick-Step prengué control del gran grup i durant l'ascens al Col de la Couillole, l'alta velocitat feu que quedés un grup molt reduït de ciclistes. Al capdavant, després d'una sèrie d'atacs, només quedaren Carapaz i Mas, qui també s'anaren llançant atacs entre ells. Al darrere, Remco Evenepoel (Soudal Quick-Step) atacà a 7 quilòmetres de l'arribada però no tingué èxit i a 4,5 quilòmetres ho tornà intentar, altre cop sense èxit, i aquesta vegada, Jonas Vingegaard (Team Visma-Lease a Bike) feu un altre atac i només Tadej Pogačar (UAE Team Emirates) fou capaç de seguir-lo. El danès i l'eslovè atraparen a Carapaz i Mas i, tot i que Carapaz fou capaç d'aguantar amb el duo, finalment acabà cedint. D'aquesta manera, Pogačar i Vingegaard arribaren sols al final per disputar-se l'etapa, que acabà sent favorable per l'eslovè. Pogačar guanyà la seva cinquena etapa en el Tour de 2024.
| Pos. | Corredor               | Equip                     | Temps      |
| ---- | ---------------------- | ------------------------- | ---------- |
| 1    | Tadej Pogačar (SLO)    | UAE Team Emirates         | 4h 04' 22" |
| 2    | Jonas Vingegaard (DEN) | Team Visma-Lease a Bike   | + 7"       |
| 3    | Richard Carapaz (ECU)  | EF Education-EasyPost     | + 23"      |
| 4    | Remco Evenepoel (BEL)  | Soudal Quick-Step         | + 53"      |
| 5    | Enric Mas (SPA)        | Movistar Team             | + 1' 07"   |
| 6    | João Almeida (POR)     | UAE Team Emirates         | + 1' 28"   |
| 7    | Matteo Jorgenson (USA) | Team Visma-Lease a Bike   | + 1' 33"   |
| 8    | Mikel Landa (SPA)      | Soudal Quick-Step         | + 1' 41"   |
| 9    | Adam Yates (GBR)       | UAE Team Emirates         | + 1' 43"   |
| 10   | Romain Bardet (FRA)    | Team DSM-Firmenich PostNL | + 1' 52"   |

| Pos. | Corredor               | Equip                   | Temps       |
| ---- | ---------------------- | ----------------------- | ----------- |
| 1    | Tadej Pogačar (SLO)    | UAE Team Emirates       | 82h 53' 32" |
| 2    | Jonas Vingegaard (DEN) | Team Visma-Lease a Bike | + 5' 14"    |
| 3    | Remco Evenepoel (BEL)  | Soudal Quick-Step       | + 5' 04"    |
| 4    | João Almeida (POR)     | UAE Team Emirates       | + 16' 45"   |
| 5    | Mikel Landa (SPA)      | Soudal Quick-Step       | + 17' 25"   |
| 6    | Adam Yates (GBR)       | UAE Team Emirates       | + 21' 11"   |
| 7    | Carlos Rodríguez (SPA) | Ineos Grenadiers        | + 21' 12"   |
| 8    | Matteo Jorgenson (USA) | Team Visma-Lease a Bike | + 24' 26"   |
| 9    | Derek Gee (CAN)        | Israel-Premier Tech     | + 24' 50"   |
| 10   | Giulio Ciccone (ITA)   | Lidl-Trek               | + 25' 48"   |

## Etapa 21
21 de juliol de 2024 – Vila de Mònaco ( Mònaco) fins a Niça, 33,7 km. (CRI)
En l'última etapa del Tour de França de 2024, excepcionalment, els ciclistes s'enfrontaren a una contrarellotge individual amb final a Niça. El recorregut presentà una ascensió de segona categoria i rampes de fins al 13%. L'eslovè Tadej Pogačar (UAE Team Emirates) arribà a la última etapa com a líder de la general amb més de 5 minuts d'avantatge respecte Jonas Vingegaard (Team Visma-Lease a Bike), el segon classificat. L'etapa fou vençuda per Pogačar, qui recorregué els 33,7 quilòmetres un minut més ràpid que Vingegaard, el segon classificat de l'etapa. Remco Evenepoel (Soudal Quick-Step) fou tercer, tant de l'etapa com de la classificació general. Amb aquesta victòria, Pogačar guanyà la seva sisena etapa en el Tour de 2024 i també acabà de sentenciar la prova, guanyant així el seu tercer Tour de França.
| Pos. | Corredor                | Equip                   | Temps    |
| ---- | ----------------------- | ----------------------- | -------- |
| 1    | Tadej Pogačar (SLO)     | UAE Team Emirates       | 45' 25"  |
| 2    | Jonas Vingegaard (DEN)  | Team Visma-Lease a Bike | + 1' 03" |
| 3    | Remco Evenepoel (BEL)   | Soudal Quick-Step       | + 1' 14" |
| 4    | Matteo Jorgenson (USA)  | Team Visma-Lease a Bike | + 2' 08" |
| 5    | João Almeida (POR)      | UAE Team Emirates       | + 2' 18" |
| 6    | Derek Gee (CAN)         | Israel-Premier Tech     | + 2' 31" |
| 7    | Mikel Landa (SPA)       | Soudal Quick-Step       | + 2' 41" |
| 8    | Harold Tejada (COL)     | Astana Qazaqstan Team   | + 2' 50" |
| 9    | Santiago Buitrago (COL) | Bahrain Victorious      | + 2' 53" |
| 10   | Adam Yates (GBR)        | UAE Team Emirates       | + 2' 56" |

| Pos. | Corredor                | Equip                   | Temps       |
| ---- | ----------------------- | ----------------------- | ----------- |
| 1    | Tadej Pogačar (SLO)     | UAE Team Emirates       | 83h 38' 56" |
| 2    | Jonas Vingegaard (DEN)  | Team Visma-Lease a Bike | + 6' 17"    |
| 3    | Remco Evenepoel (BEL)   | Soudal Quick-Step       | + 9' 18"    |
| 4    | João Almeida (POR)      | UAE Team Emirates       | + 19' 03"   |
| 5    | Mikel Landa (SPA)       | Soudal Quick-Step       | + 20' 06"   |
| 6    | Adam Yates (GBR)        | UAE Team Emirates       | + 26' 07"   |
| 7    | Carlos Rodríguez (SPA)  | Ineos Grenadiers        | + 25' 04"   |
| 8    | Matteo Jorgenson (USA)  | Team Visma-Lease a Bike | + 26' 34"   |
| 9    | Derek Gee (CAN)         | Israel-Premier Tech     | + 27' 21"   |
| 10   | Santiago Buitrago (COL) | Bahrain Victorious      | + 29' 03"   |